# Bañado de Ovanta
Bañado de Ovanta ist die Hauptstadt des Departamento Santa Rosa in der Provinz Catamarca im Nordwesten Argentiniens. Sie liegt an der Ruta Nacional 64 und ist eine Gemeinde der 2. Kategorie in der Klassifizierung der Provinzgemeinden.

## Geschichte
Der Ort wurde 1981 durch Provinzdekret gegründet.